# Каменск-Уральский (административно-территориальная единица)
Административно-территориальная единица город Каменск-Уральский — административно-территориальная единица Свердловской области со статусом, соответствующим категории города областного подчинения. Административный центр — город Каменск-Уральский.
С точки зрения муниципального устройства АТЕ город Каменск-Уральский соответствует Каменск-Уральский городской округ, с 1 октября 2017 года их территории приведены в соответствие.

## География
Административно-территориальная единица окружена со всех сторон территорией Каменского района (анклав).

## История

### Горсовет
6 июля 1940 Указом Президиума Верховного Совета РСФСР город Каменск выделен из состава Каменского района (на тот момент Челябинской области) с отнесением к категории городов областного подчинения и присвоением наименования Каменск-Уральский.
15 июня 1942 года Указом Президиума Верховного Совета РСФСР города и район переданы в состав Свердловской области.
29 марта 1945 года Указом Президиума Верховного Совета РСФСР в городе были образованы три района: Красногорский (в юго-восточной части города), Синарский (в центральной) и Советский (в западной).
В Красногорский район входили населённые пункты Байново и Волково, в Синарский посёлок Урал, в Советский населённые пункты Мартюш и Токарёво. Был ликвидирован Волковский сельсовет.
24 мая 1956 года Указом Президиума Верховного Совета РСФСР был упразднён Советский район Каменска-Уральского с передачей его территории в состав Синарского района.
21 июня 1957 года Решением облисполкома № 936 с. Волково и прилегающие к нему земли подсобного хозяйства п/я 4 были включены в черту города Каменска-Уральского, село исключено из Монастырского сельсовета.
9 марта 1959 года Указом Президиума Верховного Совета РСФСР был упразднён Каменский район и территории его сельсоветов переданы в подчинение Красногорского и Синарского райсоветов Каменска-Уральского.
24 июля 1959 года решением облисполкома № 566 выселки Сосновка, Высокая Гряда (Свобода), Пролетарка, Майка и железнодорожные будки 273 км, 275 км, 277 км были перечислены из состава Травянского сельсовета Синарского района и переведены в административно-территориальное подчинение Беловодского сельсовета.
29 января 1960 года решением облисполкома № 92 Суворовский и Монастырский сельсоветы были перечислены из состава Синарского района в административно-территориальное подчинение Красногорского района, Щербаковский, Бродовский и Барабановский сельсоветы перечислены из состава Красногорского района в административно-территориальное подчинение Синарского района.
16 сентября 1960 года решение облисполкома № 710 пос. Урал Травянского сельсовета был включён в городскую черту г. Каменска-Уральского.
25 ноября 1960 года решением облисполкома № 892 в черту города был включён пос. Байново Бродовского сельсовета.
3 мая 1962 года решением облисполкома № 351 Суворовский, Монастырский, Окуловский, Пироговский, Колчеданский, Малогрязнухинский сельсоветы Красногорского района и Беловодский, Щербатовский, Травянский, Бродовский, Большегрязнухинский, Черемховский, Барабановский сельсоветы Синарского района Каменска-Уральского переданы в административно-территориальное подчинение Покровского района.
1 февраля 1963 года Указом Президиума Верховного Совета РСФСР горсовет г. Каменска-Уральского был подчинён Свердловскому областному (промышленному) Совету депутатов трудящихся.
8 мая 1964 года решением промышленного и сельского облисполкомов № 268-217 был образован Новозаводский сельсовет, а в его подчинение переданы деревни Кодинка, Малая Кодинка Щербаковского сельсовета и Новый Завод Беловодского сельсовета Белоярского района; Новозаводский сельсовет был подчинён Синарскому райсовету.
13 января 1965 года Указом Президиума Верховного Совета РСФСР был образован Каменский район с центром в Каменске-Уральском (фактически восстановлен).
04 марта 1966 года решением облисполкома № 186 Монастырский сельсовет был передан из состава Каменского района в административно-территориальное подчинение Красногорского района Каменска-Уральского.
30 декабря 1976 года решением облисполкома № 1099 была исключена из учётных прекратившая существование деревня Лужки Монастырского сельсовета.
23 мая 1978 года решением облисполкома № 340 пос. Кодинский и Госдороги были переданы в состав Новозаводского сельсовета Синарского района.
21 июня 1985 года решением облисполкома № 205 была установлена городская черта города Каменска-Уральского, дополнительно в городскую черту была включена территория Травянской электроподстанции, исключены из городской черты земельные участки совхоза «Травянского» площадью 72,1 га и 10,0 га, а также центральная усадьба совхоза «Бродовского» — пос. Мартюш.

### Муниципальное образование
17 декабря 1955 года было создано муниципальное образование город Каменск-Уральский, на тот момент территориально полностью совпадавшее с административно-территориальной единицей.
С 31 декабря 2004 года муниципальное образование город Каменск-Уральский было наделено статусом городского округа. Решением городской думы муниципального образования от 22 февраля 2006 года № 148 утверждён устав муниципального образования, причём посёлок Кодинский был передан в состав Каменского района — муниципального образования, также наделённое статусом городского округа. С 1 октября 2017 года этот посёлок был исключён из состава города Каменска-Уральского как административно-территориальной единицы и передан в состав Каменского района, тем самым были приведены в соответствие территории административно-территориальных единиц и муниципальных образований.

## Населённые пункты, административно-территориальное устройство
Город Каменск-Уральский как административно-территориальная единица включает 7 населённых пунктов и 2 внутригородских района, не являющихся муниципальными образованиями: Красногорский и Синарский.
До 1 октября 2017 года административно-территориальная единица включала 8 населённых пунктов: 1 город и сельсоветы в подчинении внутригородских районов. 

### Административно-территориальное устройство до 1.10.2017
| №        | ТЕ / АТЕ                |               | Состав                                                         | ГО                      |
| -------- | ----------------------- | ------------- | -------------------------------------------------------------- | ----------------------- |
| 1        | город Каменск-Уральский |               | Каменск-Уральский                                              | город Каменск-Уральский |
| 1.000001 | внутригородские районы  | сельсоветы    |                                                                |                         |
| 2        | Красногорский           |               | деревня Токарёва                                               | город Каменск-Уральский |
| 2.000002 |                         | Монастырский  | деревня Монастырка                                             | город Каменск-Уральский |
| 3        | Синарский               | Новозаводский | деревни Новый Завод, Кодинка, Малая Кодинка, посёлок Госдороги | город Каменск-Уральский |
| 3.000003 |                         |               | посёлок Кодинский                                              | Каменский               |

### Населённые пункты
| №        | Населённый пункт       | Тип               | Население | Внутригородской район | Городской округ   |
| -------- | ---------------------- | ----------------- | --------- | --------------------- | ----------------- |
| 1        | Госдороги              | посёлок           | ↘16       | Синарский             | Каменск-Уральский |
| 2        | Каменск-Уральский      | город, адм. центр | ↘160 312  |                       | Каменск-Уральский |
| 3        | Кодинка                | деревня           | ↗368      | Синарский             | Каменск-Уральский |
| 4        | Малая Кодинка          | деревня           | ↗19       | Синарский             | Каменск-Уральский |
| 5        | Монастырка             | деревня           | ↗956      | Красногорский         | Каменск-Уральский |
| 6        | Новый Завод            | деревня           | ↗516      | Синарский             | Каменск-Уральский |
| 7        | Токарёва               | деревня           | ↗8        | Красногорский         | Каменск-Уральский |
| 7.000001 | до 1 октября 2017 года |                   |           |                       |                   |
| 8        | Кодинский              | посёлок           | ↗5        | Синарский             | Каменский         |